# UFC 189
UFC 189: Mendes vs. McGregor fue un evento de artes marciales mixtas celebrado por Ultimate Fighting Championship el 11 de julio de 2015 en el MGM Grand Garden Arena, en Las Vegas, Nevada.

## Historia
Este fue el primer evento en el que los peleadores llevaron uniformes Reebok que fueron revelados el 30 de junio de 2015.
El evento estelar original contaba con el combate por el campeonato de peso pluma entre el actual campeón José Aldo y Conor McGregor. Sin embargo, el 23 de junio, se anunció que Aldo había sufrido una lesión en las costillas y Dana White anuncio de que Chad Mendes sería el nuevo rival de McGregor por el título interino.
El evento coestelar contó con el combate por el campeonato de peso wélter entre el actual campeón Robbie Lawler y Rory MacDonald. En su primer combate en UFC 167, Lawler ganó la pelea por decisión dividida.

## Resultados
1. ↑  Por el Campeonato Interino de Peso Pluma de UFC.
2. ↑  Por el campeonato de peso wélter de UFC.

## Premios extra
Cada peleador recibió un bono de $50,000.
- Pelea de la Noche: Robbie Lawler vs. Rory MacDonald.[9]
- Actuación de la Noche: Conor McGregor y Thomas Almeida